# 마라 (2018년 영화)
《마라》(영어: Mara)는 2018년 9월 개봉한 미국의 범죄, 공포, 스릴러 영화이다. 클라이브 톤지가 감독을 조나단 프랭크가 각본을 맡았다. 미국은 2018년 9월 7일에 대한민국은 2018년 10월 18일에 개봉되었다.

## 줄거리
범죄 심리학자인 케이트(올가 쿠릴렌코)는 의문의 ‘수면중 돌연사’사건 용의자를 조사하던 중 사망자가 수면 장애에 시달렸음을 알게 되고, 사건 조사를 위해 그가 참가하던 수면 장애 모임에 가게 된다.
그곳에서 회원들의 수면 장애가 죽음의 악령 ‘마라’의 저주를 받아 같은 형태로 나타난 것을 알게 된 케이트는 자신 또한 ‘마라’의 저주에서 안전하지 않다는 것을 깨닫고 그에 얽힌 실체를 파헤치기 시작하는데…

## 출연진
- 올가 쿠릴렌코 - 케이트 역
- 하비에르 보텟 - 마라 역
- 랜스 E. 니콜스 - 매카시 역
- 로지 펠너 - 헬레나 역
- 맥켄지 임샌드 - 소피 역
- 크레이그 콘웨이 - 더기 역
- 멜리사 볼로나 - 칼리 역